# Srebro hlorid
Srebro hlorid je hemijsko jedinjenje sa hemijskom formulom . Ova bela kristalna materije je dobro poznata po njenog niskoj rastvorljivosti u vodi (ovo ponašanje podseća na hloride Tl+ i 2+). Nakon osvetljavanja ili zagrevanja, srebro hlorid se pretvara u srebro (i hlor), što je označeno sivkastim ili ljubičastim obojenjem uzorka. AgCl se prirodno javlja kao mineral kerargirit.

## Priprema
Srebro hlorid se obično sintetiše kombinovanjem vodenog rastvora srebro nitrata i natrijum hlorida.

## Struktura i reakcije
Čvrsto srebro hlorid poprima   strukturu, u kojoj je svaki Ag+ jon okružen sa oktaedrom od šest hloridnih liganda.  i  formiraju slične kristale. Međutim, tip kristala zavisi od uslova kristalizacije, primarno koncentracije slobodnih jona srebra, kao što je prikazano na slici (sivi i metalični kristali su posledica prisustva delimično redukovanog srebra). AgCl se rastvara u rastvorima koji sadrže ligande, kao što su hlorid, cijanid, trifenilfosfin, tiosulfat, tiocokanat o amonijak. Srebro hlorid reaguje sa tim ligandima na sledeći način:
Većina kompleksa izvedenih iz AgCl su dvo-, tri-, i, u retkim slučajevima, četiri - koordinatni.